# Limonium clupeanum
Espèce
Limonium clupeanum est une espèce de plantes à fleurs de la famille des Plumbaginaceae endémique de la Tunisie.